# Cletocamptus deitersi
Cletocamptus deitersi är en kräftdjursart som först beskrevs av Richard 1897.  Cletocamptus deitersi ingår i släktet Cletocamptus och familjen Canthocamptidae.

## Underarter
Arten delas in i följande underarter:
- C. d. ecudorianus
- C. d. deitersi